# 島津肇子
島津 肇子（しまづ はつこ、1939年〈昭和14年〉11月13日 - ）は、日本の旧皇族。島津忠広の妻。北白川宮永久王と同妃祥子の第1王女子。旧名、肇子女王（はつこじょおう）。皇籍離脱前の身位は女王で、皇室典範における敬称は殿下。兄に北白川宮道久王がいる。
なお、香淳皇后に仕えた女官長保科武子は大叔母（父方の祖父の妹）にあたり、保科の後任女官長が母の祥子である。

## 略歴

### 生い立ち
北白川宮永久王と同妃祥子の第2子（第1王女子）として誕生。1940年（昭和15年）9月4日、永久王が出征中に殉職（戦死扱い）すると、その三年祭（三周忌）頃まで永久王の遺児として兄の道久王ともども、世間の注目を浴びる。1947年（昭和22年）10月14日、皇室典範第11条1項により、祖母・房子（明治天皇第7皇女子周宮房子内親王）や母、兄とともに皇籍離脱。皇籍離脱後は、「北白川 肇子（きたしらかわ はつこ）」と名乗った。

### 旧皇族として
学齢を迎えると、当初は森村小学校に通学したが、1年生の3学期からは東京学芸大学付属小学校に通学した。学校では「北白川さん/君」と呼ばれていた。また、ピアノを習い、友人と野球をする活発な少女だった。
1951年（昭和26年）、継宮明仁親王が18歳となり、翌1952年（昭和26年）に立太子したことに伴い、誰が皇太子妃となるか世間で大いに話題となった。当時は皇族・華族から妃を出すのが社会的にも当然の認識であった。立太子に前後して肇子は『お妃候補』として再び世間の注目を受ける。1951年（昭和26年）7月29日の夕刊読売では『皇太子妃候補の令嬢たち』と題し、肇子や旧皇族の少女たちを紹介した。さらに1954年（昭和29年）1月1日の読売新聞『東宮妃今年中に選考委』でも、肇子の名が報じられた。
学習院女子中等科在校中、後に夫となる島津忠広と初めて会う。忠広の妹が学習院に在学していた関係での機会だった。肇子は女子高等科進学後はコーラス部に所属し、目白の学習院大学へも訪れるようになり、二人で一緒に帰る機会もあった。しかし、忠広は「（交際が）できるようになったら、お付き合いしましょう」と好意を伝えたことはあるが、当時はお妃候補としての報道が過熱しており、正式に交際するには至らなかった。
学習院女子中等科・高等科を経て、学習院大学文学部哲学科へ進学。
皇太子明仁親王は、1957年（昭和32年）夏に知り合った正田美智子に好意を抱き、1958年（昭和33年）11月27日に皇室会議で婚約が内定した。11月29日、美智子と両親が、北白川家を挨拶に訪れた際には、房子、祥子、道久と肇子の兄妹で正田親子を歓待している。世間がミッチー・ブームに沸く中、12月2日、肇子が玉里島津家の島津忠広と婚約することが発表された。忠広は四年越しの知り合いで、小松輝久の媒酌で縁談がまとまった。恋愛結婚とまでは言えないが、兄道久を通じて10回以上は互いの家を訪問しあっていたと報じられた。ただし、忠広によれば、前述のとおり以前から好意があり、学友である皇太子の婚約内定を発表前に知って、親戚である小松輝久を通じ、北白川家に交際を申し込んでいた。また、こうした忠広の気持ちを知っていた皇太子が、肇子と忠広が会う機会を作ったこともあったという。翌2月24日、東急文化会館で結納を行い、正式に婚約した。マスコミ取材から解放され、祖母・房子のきびしい花嫁修業もあるが、学習院大学に在籍しつつのびのびと婚約期間を過ごした。結婚に先立ち、伊勢神宮を参拝した。

### 結婚後
1960年（昭和35年）5月15日、祖母・房子が神宮祭主であった縁で、同じく天照大神を祀る東京大神宮で挙式した。結婚式には、白のドレス姿で臨んだ。また、双方の親族である島津久永と貴子（昭和天皇第5皇女子清宮貴子内親王）夫妻も参列し、親しく挨拶を交わした。この他、高松宮宣仁親王・同妃喜久子夫妻、三笠宮崇仁親王・同妃百合子夫妻ら300人が参列した。結婚の様子は、写真付きで新聞記事や雑誌のグラビアでも紹介された。結婚により大学は中退した。夫妻の間には一男一女が誕生した。1968年（昭和43年）に降嫁したばかりの近衞甯子（三笠宮家、甯子内親王）と、翌年に単独で、それぞれ婦人雑誌の写真撮影に応じた程度で、目立った活動はしていない。1970年代前半に、有名人宅連続強盗事件が起き、島津忠承邸も標的となった。1972年（昭和47年）4月26日、肇子が不審な電話を受ける。翌27日午前2時頃、強盗犯が島津邸に押し入り、忠広と肇子夫妻を拘束した。肇子が非常ブザーを誤って押したところ、犯人は逃走したため、夫妻は無事だった。翌年、一連の事件の犯人は逮捕された。
2005年（平成17年）時点で、靖国神社総代かつ同神社の献花協会会長を務めていた。

## 人物
スポーツを愛好し、明仁親王より背が高く、音楽や演劇を愛好する気さくな人柄であるという。皇室と旧皇族の新年の宴で、明仁親王と楽しく話す様子もあり、最後まで有力な候補とみなされていた。マスコミの取材攻勢にさらされながら、逆に記者に同情し、また母祥子が肇子にお妃候補の記事が目に触れないよう気遣った際も「何が書いてあったって良い」「期待も感激もない」と臆することもない態度であったという。他方、祖母・房子から言外に伝わる「元皇族の義務」も特に重く感じていなかった。